# Глізе 832 b
Глізе 832 b — екзопланета, яка обертається навколо червоного карлика Глізе 832 в сузір'ї Журавель.
Глізе 832 b — юпітероподібна планета — тобто це газовий гігант. Розташований на відстані 16,1 світлового року від Землі.

## Відкриття
Планету відкрили в Австралійській обсерваторії 1 вересня 2008 року. Вона здатна викликати астрометричне збурення на своїй зорі величиною щонайменше 0,95 кутової мілісекунди, а отже, є хорошим кандидатом на виявлення за допомогою астрометричних спостережень. Незважаючи на відносно велику кутову відстань, пряме зображення є проблематичним через контраст між зорею і планетою. Існування планети Глізе 832 b було підтверджено, а її параметри уточнені подальшими дослідженнями у 2011, 2014 і 2022 роках. У 2023 році було оголошено про астрометричне виявлення планети, визначення її нахилу і виявлення мінімальної маси, що становить 80 % маси Юпітера.
8 вересня 2008 року група астрономів заявила про відкриття нової екзопланети. Планета робить 1 повний оберт навколо своєї материнської зірки за 9,4 року. Її маса дорівнює 64 % маси Юпітера або 203 маси Землі.

## Орбіта
Планета обертається навколо своєї зорі на відстані 3,5 а. о., роблячи оберт за 9,88 року. На момент відкриття це був найдовший період обертання юпітероподібної планети навколо червоного карлика. Яскравість слабкої материнської зорі на такій відстані відповідає яскравості Сонця з відстані 80 а. о. (у 100 разів яскравіша за повний Місяць, як його видно з Землі).